# Bazylia azjatycka
Bazylia azjatycka (Ocimum tenuiflorum L.) – gatunek rośliny z rodziny jasnotowatych. Pochodzi z tropikalnej Azji (Półwysep Indyjski, Malezja). Jedna z najważniejszych roślin w symbolice hinduistycznej, czczona przez wielu hinduistów podczas porannych i wieczornych nabożeństw. Naturalnie rośnie na terenach tropikalnych, ale może być również hodowana sztucznie nawet w klimacie umiarkowanym. 

## Morfologia
PokrójBylina o wysokości do 1 m i licznych pędach.  Wyróżnia się dwie podstawowe odmiany tulasi: ciemną (śjama, kojarzoną z Kryszną) i jasną (kojarzoną z Ramą).
LiścieJajowate, ząbkowane.
KwiatyDrobne, zebrane w kłosy na szczytach pędów.

## Zastosowanie
Wykorzystywana jest w celach leczniczych. Jej gałązki służą jako materiał do wyrobu korali medytacyjnych, zwanych potocznie przez wielbicieli Kryszny dźapas. W Indiach wykonuje się z nich także rytualne parafernalia.

## Tulasi wwisznuizmie

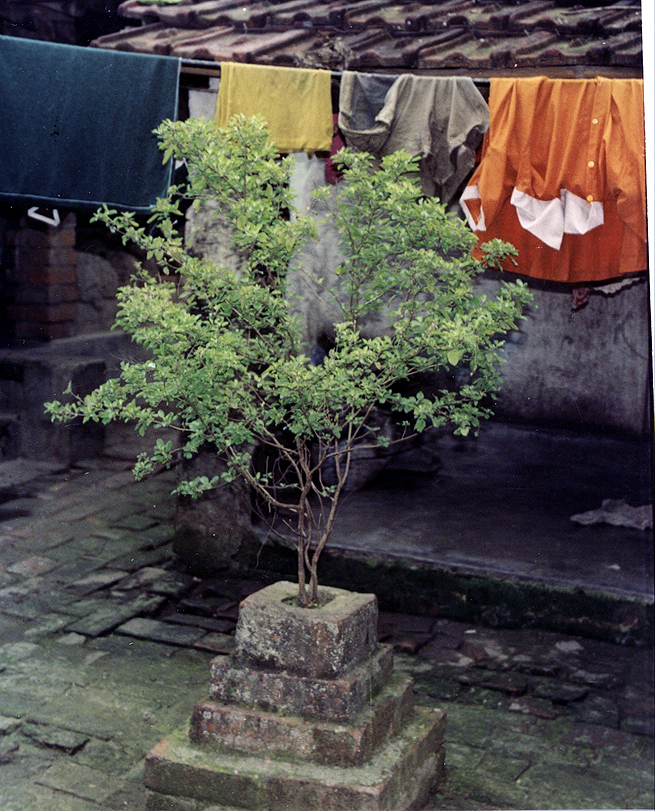
Tulasi

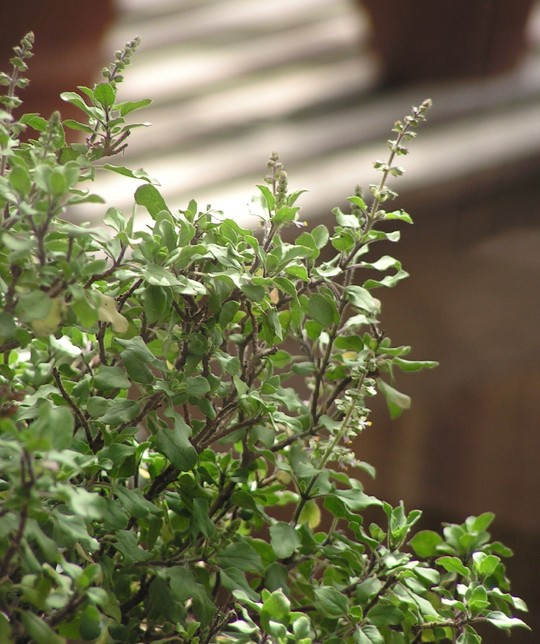

Tulasi jest wymieniana w śastrach w dwóch kontekstach: 
1. jako roślina (zapisywana jest wtedy małą literą) oraz
2. jako bogini Tulasi Dewi – towarzyszka Wisznu (zapisywana wielką literą). Tulasi Dewi była córką cesarza Kedera, bardzo pobożnego króla, który osiągnął Golokę Wrindawanę. Jego córka Wrinda-dewi, po oczyszczeniu lasu swymi wyrzeczeniami, również osiągnęła Golokę. Jedna z historii dotycząca przyjęcia przez boginię formy rośliny opowiada, że Tulasi była gopi, która zakochała się w Krysznie, co sprowadziło na nią gniew i ostatecznie klątwę Radhy.

Purany zawierają kilka historii o Tulasi oraz instrukcje czczenia. Jest reprezentacją Dewi w materialnym świecie. Poza puranami Tulasi jest wspomniana w poemacie Dźajadewy Gita Gowinda.
Uschnięte i opadłe liście tulasi ofiarowywane są Wisznu (Krysznie) wraz z pożywieniem podczas codziennych rytuałów. Intonuje się wtedy modlitwę Tulasi Pranam, której znaczenie jest następujące: Ofiarowuję moje wielokrotne pokłony Wrindzie, Śrimati Tulasi Dewi, która jest bardzo droga Keśawie. O bogini, obdarzasz służbą oddania dla Kryszny i posiadasz najwyższą prawdę.
Podczas wisznuickiej pudźy, liście składane jako ofiara upawastra, oznaczająca ubranie dla bóstwa.
Tulasi czczona jest jako wcielenie Wryndadewi – opiekunki miasta Wryndawana.